# 三輪徳寛
三輪 徳寛（みわ よしひろ、1859年9月9日（安政6年8月13日） - 1933年（昭和8年）2月19日）は、日本の医師・医学者。医学博士。千葉医科大学（現千葉大学医学部）初代学長。第15回日本外科学会会長。尾張国（現愛知県）出身。

## 生涯

### 来歴

#### 生い立ち
三輪徳寛の故郷尾張国海西郡早尾村（現・愛知県愛西市早尾町）は木曽川河口の立田輪中にあり、徳寛が生まれた安政年間は戸数70戸弱の集落だった。三輪家は早尾村で代々医術を生業とし、祖父三輪景之進は産科を、父三輪徳太郎（字大成）は眼科医を営んでいた。父徳太郎は京都にて眼科医として当時名高かった中目道純に学び、帰郷後の1851年嘉永4年に早尾で開業し評判を得、三輪家は裕福な家であった。母は村瀬清九郎の次女みゑ。1859年9月9日（安政6年8月13日）、三輪徳寛は二男一女の末子として誕生した。
徳寛は1867年（慶應3年）津島の堀内馬太郎の私塾で手習いをし、若山東庵の私塾で漢学を学んだ。1872年（明治5年）、母方の伯父村瀬周一に家業である医学を行うならばこれからは西洋知識が必要になると諭され、名古屋の近代医学講習所に入学するが、劣悪な学習環境から翌年帰郷するに至った。勉学継続のため、再び名古屋の河原塾に入塾し、河原塾の玄関で起臥しつつ漢学を修めた。
1874年（明治7年）3月、大学東校に在学中の兄三輪重秀を頼り上京。4月本郷壱岐坂にある壬申義塾に入塾、寄宿舎より塾に通った。当時、寄宿舎生としては青山胤通・古川榮、通学生として寺島紘一等がいた。同年11月東京外国語学校に転入、外国語学校の同級生としては加藤照麿・宇山玄硯、上級生として福永録造等がいた。1877年（明治10年）3月、東京大学医学部予科3年に編入となった。

#### 大学・大学院時代
1880年（明治13年）医学部本科に進み、1887年（明治20年）7月9日に卒業（明治19年度卒業生）した。徳寛が卒業した明治19年度は、学制改革により大学名称が帝国大学医科大学となった。なお、明治19年度卒業同期生としては伊東重・岡田国太郎・桂秀馬・佐藤恒久・高畑挺三・小川三之助等がいる。
大学において当初は眼科医を目指していたが、眼科担当教授が病にかかったため外科担当ユリウス・スクリバ（Julius Karl Scriba）教授に師事することになった。大学卒業後、大学院に進学し引き続きスクリバの下で外科を専攻した。大学院では、「日本人の身長及び体重研究」「力士調査」に取り組んだ。徳寛より大学では1年次下の明治20年度大学卒業ではあるが学制変更で同時期に卒業となった猪子吉人・陸軍医務局に入局した岡田国太郎・保利眞直・芳賀栄次郎等が共に大学院で学んだ。徳寛は大学院では当初唯一の給費生に選ばれ、月給5円の支給を受けていた。

#### 大学院修了後
1888年（明治21年）12月大学院修了と同時にスクリバ教授の助手に採用された後、1889年（明治22年）5月第一高等中学校医学部（後の千葉医科大学）教諭に任命され外科学を担当した。併せて附属の県立千葉病院においても外科を担当した。第一高等中学校医学部外科担当前任者は大学同期生桂秀馬であったが、同人が宮内省に転任することとなり紆余曲折の末に徳寛が後任となった。当時医学部の体制は主事長尾精一（産婦人科・小児科）、石川公一（純内科）、大西克孝（内科・精神病・診断学・薬物学）、荻生録造（眼科・法医学理論）、三輪徳寛（純外科・臨床講義）、堤宗卿（外科総論・皮膚病・臨床講義）、新井春次郎（解剖学）、松村三省（病理解剖・組織学）、山木治郎（生理）であった。

#### ドイツ留学
従来官費留学生は大学教授にだけ許されていたが1897年（明治30年）高等中学校医学部教授にも官費留学が認められることとなり、徳寛は木村孝蔵・田代正と共に高等中学校教授の第一回官費留学生に選ばれ同年9月3日（8月19日付辞令）に横浜よりマルセイユ経由でドイツに向かった。10月16日にドイツ・ベルリンに着き、留学先のブレスラウに向かい外科のミクリッツ（Johann Anton von Mikulicz）、皮膚科のナイセル（Albert Ludwig Siegmund Neisser）。ウィーン、ヴュルツブルク、ストラスブルク、ベルリン、ハイデルベルク等で外科・皮膚科に係る病院見学、臨床学習を行い、ロンドン経由で1899年（明治32年）8月24日に帰国した。それぞれの留学先では、呉秀三・佐藤達次郎・岡村達彦・高安道成等と行動を共にすることもあった。

#### 帰国後、病院長就任
1901年（明治34年）4月1日、第一高等中学校医学部は文部省直轄諸学校官制改正により千葉医学専門学校として独立 （勅令第24号）し、医学科（4年制）・薬学科（3年制）を設置した。1902年（明治35年）7月16日、県立千葉医学校・第一高等中学校から引き続き千葉医学専門学校の初代校長・附属病院院長を勤めた長尾精一が亡くなり、荻生録造が第二代校長・病院長に就任した。荻生が1903年（明治36年）よりドイツに留学することになり、一時徳寛が校長並びに病院長代理を勤めた。校長代理時代の1904年（明治37年）日露戦争が勃発、千葉医学専門学校長は赤十字社支部看護婦養成所長も兼ねており、日露戦争戦傷者を収容した東京予備病院千駄ヶ谷分院及び戸山ヶ原分院での治療を担当すると共に派遣看護婦の管理督励を行った。これにより1906年（明治39年）、国より勲四等瑞宝章を、赤十字社より銀杯一個を贈られた。
1909年（明治42年）維新以降の急激な社会変革の犠牲となった貧困層の救済に立ちあがり、同年6月貧困患者救済のための委員会を立ち上げ委員長に就任した。1931年（昭和6年）12月文部省の認可を得て資金は寄付行為によることとなり、「財団法人千葉医科大学付属医院同人会」が設立した。1913年（大正2年）2月より、予てから希望していた全国各地の病院・赤十字看護婦養成所の視察見学を開始した。また、入院患者数の増加に対応するため千葉県の了解を得て県債を発行し資金を確保し行った病院増改築が同年竣工するに至った。
この様な状況の中、1914年（大正3年）12月11日病気療養中であった荻生録造が逝去し、同月18日徳寛が第三代校長に就任した。

#### 医科大学昇格
学校長就任後、学生の勉学向上のため日中学生が自由に居られる場であり集会や急の宿泊場所として活用できる「学生集会所」を1915年（大正4年）に建設した。
また、同年には徳寛の発意により職員卒業生三百七十余名が発起人となり、大正天皇即位大礼を記念して「財団法人千葉医学専門学校奨学会（1920年（大正9年）「猪之鼻奨学会」へ名称変更）」を設立した。奨学会は日露戦争を通じて医学の更なる進歩発展が必要との認識から、「医学者をして研究の便益と資料とを得せしめ以って其の業績を奨進助成する」ことを目的としている。
1917年（大正6年）頃より5医学専門学校の大学昇格が論じられるようになり、千葉医学専門学校も1923年（大正12年）4月1日千葉医科大学に昇格した。これに伴い徳寛は初代学長に就任した。
大学昇格の翌年1924年（大正13年）2月1日、徳寛は定年により大学長を辞し、3月1日名誉教授となった。以降、鵠沼に隠棲し1933年（昭和8年）2月19日に逝去。

### 年譜
年譜
- 1859年9月9日（安政6年8月13日）、三輪徳寛誕生、幼名を徳之助と言う。
- 1867年（慶應3年）、津島の堀内馬太郎の私塾に入塾する。
- 1869年（明治2年）、若山東庵の私塾に入塾する。
- 1872年（明治5年）、名古屋の近代医学講習所に入学する。
- 1874年（明治7年）、3月上京し、4月壬申義塾に入塾、11月東京外国語学校に転入する。
- 1876年（明治9年）、12月東京大学医学部予科3年に編入する。
- 1880年（明治13年）、東京大学医学部本科に進み、
- 1887年（明治20年）、7月9日東京帝国大学医科大学を卒業（明治19年度卒業生）し、大学院に進む。
- 1888年（明治21年）、7月芳賀栄次郎と共に会津磐梯山噴火に伴い医療救護活動を行う。12月大学院卒業と同時に東京帝国大学医科大学スクリバ教授の助手に採用される。
- 1889年（明治22年）、5月第一高等中学校医学部教諭に任命され外科学を担当、また附属の県立千葉病院においても外科を担当する。10月高松凌雲の長女栄子と結婚する。
- 1897年（明治30年）、9月3日（8月19日付辞令）ドイツ留学のため横浜を出港し、10月16日ドイツベルリンに着く。
- 1899年（明治32年）、8月24日帰国し[14]、第一高等中学校医学部に復帰する。10月房州天津町に津波被災に伴い医療支援を行う。
- 1901年（明治34年）、4月1日第一高等中学校医学部は文部省直轄諸学校官制改正により千葉医学専門学校として独立する。6月29日医学博士の学位を授けられる[15]。
- 1903年（明治36年）、校長のドイツ留学により千葉医学専門学校長並びに病院長代理を勤める（翌年12月10日代理職を解かれる）。
- 1904年（明治37年）、日露戦争が勃発、東京予備病院千駄ヶ谷分院及び戸山ヶ原分院での治療を担当する。
- 1906年（明治39年）、日露戦争の功績に対して勲四等瑞宝章を、赤十字社より銀杯一個を贈られる。
- 1909年（明治42年）、6月貧困患者救済のため病院内に患者救済委員会を立ち上げ委員長に就任する。
- 1914年（大正3年）、12月11日病気療養中であった荻生録造が逝去し、同月18日第三代校長・附属病院長に就任した。
- 1915年（大正4年）、11月財団法人千葉医学専門学校奨学会（大正9年「ゐのはな奨学会」へ名称変更）」を設立し、学内に「学生集会所」を設ける。日本外科学会第15回会長となる。
- 1920年（大正9年）、慶應義塾大学医学部講師を兼務する。
- 1923年（大正12年）、4月1日官制改革に伴い千葉医科大学に学校名変更し、初代学長に就任する。9月1日関東大震災被災者に対し救護活動を行う。
- 1924年（大正13年）、2月1日定年により大学長を辞す。3月1日名誉教授となる。
- 1933年（昭和8年）、2月19日逝去する[16]。

叙爵・叙勲 従三位勲二等旭日重光章

## 栄典
- 1891年（明治24年）12月21日 - 正七位[18]
- 1910年（明治43年）12月26日 - 勲三等瑞宝章[19]
- 1912年（明治45年）7月1日 - 従四位[20]
- 1922年（大正11年）8月30日 - 従三位[21]

## 事蹟

### 主な事蹟
会津磐梯山噴火被災者医療救護活動
1888年（明治21年）7月15日午前7時、福島県にある磐梯山が噴火し約500名の人命を奪った。東京帝国大学外科では宇野朗以下を救護隊として派遣することとなり、当時夏休み中であった大学院生の芳賀栄次郎と徳寛が自主的に救護隊に加わった。被災負傷者収容所がある猪苗代町にて10日間救護治療を行った。徳寛等の活動は災害ボランティアの先駆けと呼ばれている。
財団法人千葉医学専門学校奨学会（現 財団法人猪之鼻奨学会）
財団法人猪之鼻奨学会は、1915年（大正4年）11月の千葉医学専門学校奨学会として設立した。設立趣意書には、「第一次世界大戦勃発にあたり、輸入に頼っていた医薬、機器等の途絶に遇って、わが国の医薬学振興の必要を痛感し、時あたかも大正天皇ご即位大礼に際会したので、その記念を呼号して学内外に奨学会設立を呼びかけた」（発起人千葉医学専門学校長三輪徳寛 他378名）。三輪徳寛千葉医学専門学校在職25年を記念し校内に銅像建立の話があったが、医薬学振興の喫緊なことを痛感していた徳寛は、銅像建立を拒否し医学振興のための財団作りを企図して学内外に資金協力を呼びかけた。奨学会設立1年後には会員総数1,131名に達し、1942年（昭和17年）には利子により会を運営するという当初の壮大な目標を達成することができた。事業費は研究補助・表彰・学資の貸与等や、時に大学敷地の一部購入資金として大学に貸与も行われた。1920年（大正9年）11月財団法人猪之鼻奨学会に改名された。現在も千葉大学医学部における研究助成金や千葉県内の大学医学部・薬学部在籍者向け奨学金貸与事業を行っている。

### 論文・著作外
- 「博士論文 年齢鑑定ノ一助トシテノ身長及頭囲ニ就テ・手指消毒法ニ就テ・嚥彷膜麻酔ニ就テ」（三輪徳寛）
- 「三輪外科叢書 第1編〜第15編」（三輪徳寛著 吐鳳堂書店 1909年〜1915年）
- 「三輪外科叢書 臨時第1編〜第3編」（三輪徳寛著 吐鳳堂書店 1910年〜1913年）
- 「外科診断及療法 第1-12巻」（三輪徳寛著 克誠堂 1924年〜1930年）
- 「外科診断及療法 増刊第1-3巻」（三輪徳寛著 克誠堂 1928年〜1930年）
- 「伝染病新論」（三輪徳寛校補・石川康雄纂訳 南江堂 1887年）
- 「輓今創傷療法」（三輪徳寛述 成功堂 1893年）
- 「最新救急法」（山口清隆編・三輪徳寛閲 青木嵩山堂 1904年）
- 「一般救急法」（三輪徳寛著 博文館 1907年）
- 「外科鑑別診断学 上巻・下巻」（田村六三郎著・三輪徳寛閲 明文館 1907年）
- 「学校家庭体格検査法」（三輪徳寛著 政教社出版部 1908年）
- 「学校家庭体格検査法目録」（三輪徳寛著 東京堂書店 1908年）
- 「学生の衛生」（大田益三著・三輪徳寛閲 吐鳳堂 1911年）
- 「外科学纂録」（三輪徳寛著 南江堂 1911年）
- 「外科総論 上巻中巻下巻」（桂秀馬纂著・三輪徳寛校補 金原商店 1912年〜1913年）
- 「外科手術学」（三輪徳寛著 吐鳳堂書店 1913年）
- 「局所麻酔」（三輪徳寛著 吐鳳堂書店 1914年）
- 「外科手術学 外科総論 続篇上巻」（桂秀馬纂著・三輪徳寛校補 金原商店 1915年）
- 「繃帯学 外科総論 続編下巻」（桂秀馬纂著・三輪徳寛校補 金原商店 1915年）
- 「新纂看護婦学三輪」（三輪徳寛校閲・長尾肱斎編纂 南江堂書店 1919年）
- 「日常外科手術附鑑別診断」（三輪徳寛・松井基一著 克誠堂書店 1919年）
- 「日本外科全書 第3巻療法総論 三輪徳寛」（吐鳳堂書店 1919年）
- 「日本外科全書 巻9巻ヘルニア 三輪徳寛・塚本恒夫」（吐鳳堂 1929年）
- 「三輪外科診断及療法 外科診断及療法手技」（三輪徳寛著 克誠堂書店 1930年）
- 「実験外科学」（三輪徳寛・吉川春次郎著 南江堂 1931年）
- 「三輪珍談百題」（三輪徳寛著 鳳鳴堂書店 1933年）

## エピソード
獅鷹会
「獅胆鷹目 行以女手」（したんようもく おこなうに　じょしゅをもってす）は、千葉医科大学初代学長三輪徳寛が処世訓として愛した言葉で、「獅子のように強い心を持ち、鷹のように孔明な目を持つべし、細やかな優しさをもって行うべし」と言うことを意味している。千葉大学医学部学生研究者による学生会の名称「獅鷹会」には、この獅胆鷹目の訓にある獅子や鷹のように高貴な志しと見識を持った研究者に成長して欲しいという願いが込められている。また、現在の千葉大学医学部ロゴマーク(Visual Identity)は「獅胆鷹目 行以女手」と言う言葉の要素を全て包含し、更に利他、共感など医師に求められる人格、態度を象徴するハートを中心に加えたものである。
森下仁丹
森下南陽堂の創業者森下博は、自身が台湾出征時に見た丸薬のように飲みやすく万病に効き、携帯しやすい薬が作れないかと考えていた。千葉医学専門学校は薬学専門学校を持っていたことから森下は徳寛に薬製造の相談を行った。森下は徳寛と井上善次郎博士と共に研究し世に出したのが「森下仁丹」であった。

## その他
- 法名 徳聚院釋寛寶居士
- 墓所 東京都台東区谷中7丁目「谷中霊園」

## 家族
- 祖父 三輪景之進
- 父 三輪徳太郎大成
- 母 みゑ 村瀬清九郎の次女
- 兄 重秀
- 姉 よせの

- 妻 栄子 高松凌雲の長女
- 長女 秀子 小林美之輔と結婚し、後に美之輔夫妻は徳寛の実兄三輪重秀の養子となり、外科三輪病院を開業する。
- 長男 徳秀 陸軍軍医局
- 次男 徳定 医師
- 三男 徳三